# Sammen hver for sig
|  | Denne artikel er oprettet af botten PalnaBot ud fra en ekstern database. Den kan derfor have sproglige fejl eller mangler. Denne skabelon kan fjernes efter kontrol af indholdet. |

Sammen hver for sig er en kortfilm instrueret af Charlotte Madsen efter manuskript af Charlotte Madsen.